# 不動茂弥
不動 茂弥（ふどう しげや、1928年1月11日 - 2016年12月15日）は、戦後活躍した日本画家である。

## 経歴
1928年1月11日兵庫県三原郡賀集福井(現・南あわじ市)に生まれ、京都市で育つ。1944年京都市立絵画専門学校（45年に京都市立美術専門学校と改称。現・京都市立芸術大学）入学。戦中、東京近辺の陸軍の諸学校へ教材用掛図の作成に学生の勤労動員として派遣される。戦後1947年学内で行なわれた作品展への出品をきっかけに、同校の三上誠や山崎隆、星野眞吾らと親交を深める。1948年同校日本画科を卒業。
同1948年3月同校卒業生の日本画家・洋画家・陶芸家によってパンリアルを結成。翌1949年陶芸家たちの脱退に伴い、日本画家たちによってパンリアル美術協会を結成。膠彩表現の可能性追求を掲げた。初期は戦後の混乱した社会状況を捉えた作品を、50年代後半からは板や砂などの異素材を画面に貼り込んだ作品を手掛けるようになる。1966年古い浄瑠璃本を曼荼羅のようにコラージュした《籠城》を発表。67年作の《落ちる文字》以降は、日本画の特質は材質技法にではなく描線・色面・記号性にあるとする持論に基づき、エアブラシやアクリルも積極的に取り入れる。以後1974年の退会まで出品を続けた。その後は主に無所属で個展発表を続ける。
1972年同協会の中心的存在であった三上誠が結核で死去、編集委員会を立ち上げ『三上誠画集』（三彩社、1974年）の刊行に尽力した。また、同協会設立時の記録を編纂し、1988年『彼者誰時の肖像 パンリアル美術協会結成への胎動』を自費出版、同協会創成期の証言者としての役割を果たした。2016年12月15日、88歳で死去。

## 典拠
不動茂弥 （東文研アーカイブデータベース）
不動茂弥：作者データ＆作品一覧 （刈谷市美術館 収蔵作品データベース）
1. ↑  岩絵具などの顔料を膠（にかわ）で定着させる絵画。日本画。